# Балван револуција
Балван револуција је назив протестног покрета Срба у Хрватској, који је постојао у почетној етапи ратних сукоба у бившој Југославији 1990. године. Националистичке мјере хрватских власти, као и њихова тежња ка отцјепљењу од остатка Југославије, изазвале су талас протеста код Срба, који се претворио у покрет за аутономију са изразитом жељом за останком у јединственој држави.
Протестни покрет је добио назив по путним барикадама које су прављене од обореног дрвећа и великог камења, којима су Срби блокирали бројне путеве широм Далмације 17. августа 1990. године, како би спријечили Хрватску полицију да омете српски референдум о аутономији. Исход револуције је стварање Српске Аутономне Области Крајина.

## Пораст национализма у Југославији
На Косову су 1981. године избили нереди, изазвани масовним демонстрацијама Албанаца, који су захтијевали трансформацију Косова из аутономне покрајине у републику или независну државу. Руководство Словеније и Хрватске тежило је ка децентрализацији и демократским реформама. Насупрот, власти у Београду  настојале су да сузбију сепаратистичке покрете у земљи. Почетком деведесетих година, српско руководство превођено Слободаном Милошевићем ефективно је укинуло аутономију Косова.
Упоредо за захтјевима за децентрализацијом и већом аутономијом, дошло је до пораста национализма у Словенији и Хрватској. Након Милошевићевог доласка на власт у Србији, југословенско руководство је прогласило неопходну централизацију управе из Београда. Противрјечности између савезних република и федералног центра су расле. Поред пораста национализма у Словенији и Хрватској, српски национализам је такође угрожавао јединствену југословенску државу. Један од вођа српских националиста Војислав Шешељ је посјетио Сједињене Америчке Државе 1989, гдје га је један од вођа српских четника Момчило Ђујић прогласио четничким војводом.
У марту 1989. године криза у Југославији се продубила. Српско руководство је фактички укинуло аутономију Војводини и Косову, а уз подршку Црне Горе, могло је значајно да утиче на доношење одлука на федералном нивоу. То је изазвало протесте међу руководствима Словеније, Хрватске и Босне и Херцеговине. Убрзо су се почели јављати позиви на реформу југословенске федерације.
Постепени раст национализма у Југославији током осамдесетих година довео је до опште кризе у Југославији и пада комунистичког система.

## Почетне тензије у Хрватској
Крајем осамдесетих година 20. вијека у Хрватској се појачала националистичка пропаганда, појавили су се први знаци антисрпских осјећања, због чега је напетост расла.
Након што је хрватско републичко руководство подржало штрајк албанских рудара на Косову и Метохији, Срби у Хрватској су организовали митинг подршке у Книну косовскометохијским Србима, који је одржан 27. фебруара 1989. године. Окупљени на митингу су узвикивали имена Слободана Милошевића и Стипа Шувара, позивајући на братство и јединство. Хрватско руководство је одлучило да провјери да ли је митинг био националистички, али провјера то није потврдила. У јулу 1989. године, у Книнској крајини, током обиљежавања 600. године од Косовске битке постављено је питање о положају Срба у Хрватској: поменуто је право на сопствену културу, језик и употребу ћирилице. Манифестацију су након тога прекинуле хрватске републичке власти, пошто су окупљени почели да пјевају српске народне пјесме. Власти су ово сматрале манифестацијом национализма. Одмах након празника ухапшене су неке српске јавне личности, укључујући и шефа новооснованог културно-просвјетног друштва „Зора” Јована Опачића. У августу 1989. године Хрватски сабор је усвојио закон о језику, у коме се српски језик као језик српског народа у Хрватској не спомиње.
У фебруару 1990. у Книну Јован Рашковић оснива Српску демократску странку. У програму странке је наведено да је „територијална подјела Хрватска застарјела” и да „не одговара интересима српског народа”. Програм странке се поклапао са мишљењем званичног Београда о ревизији граница унутар Југославије, како би сви Срби живјели у једној држави.
Већ на првом конгресу (24—25. фебруара 1990. године) Хрватске демократске заједнице, на којем је за предсједника странке изабран Фрањо Туђман, он је рекао да Хрватска за вријеме Другог свјетског рата није била само нацистичка формације, него и израз хиљадугодишњих тежњи хрватског народа. Према подацима руског историчара Јелене Гускове, Туђман је у фебруару исте године рекао, да се Срби у Хрватској требају звати православним Хрватима, назив „православни Срби” треба забранити и да треба основати Хрватску православну цркву.
На Петровој гори је 4. марта одржан митинг на којем се окупило око 50.000 Срба. Учесници скупа су изразили незадовољство политиком хрватских власти и Туђманом и изразили су подршку Слобода Милошевићу. Од 22. априла до 6. маја у Хрватској су одржани избори за органе власти на вишестраначкој основи. ХДЗ је освојио 2⁄3 заступничких мјеста у сва три дома Сабора. Туђман је изабран за предсједника Предсједништва СР Хрватске. Хрватски политичар Мирко Трипало је рекао сљедеће: „Тада се хрватски народ одлучио против Југославије и против комунизма као система. ХДЗ је предизборну кампању започео као једина странка која је тачно идентификовала, можда са екстремистичких положаја, проблем хрватске државе”. Примјећен је инцидент у селу Берак у источној Славонији, када је након ступања Туђмана на власт, мјесно српско становништво у знак протеста подигло барикаде.
Истовремено, у Хрватској се одвија политичка активизација Срба. У Војнићу је 11. фебруара 1990. године основана Југословенска самостална демократска странка, а у Книну 17. фебруара Српска демократска странка. На изборима у априлу исте године, СДС је добила већину гласова у три општине са већинским српским становништвом, и према томе, пет мјеста у Сабору. У другим општинама са значајним удјелом Срба, она је дијелила гласове са комунистима. Јован Рашковић, један од оснивача странке, није желио етничку подјелу и првобитно је желио странку назвати једноставно „Демократска”. Међутим, Јован Опачић је инсистирао да странка мора изражавати вољу српског народа.
Скупштина општине Книн 10. априла 1990. године је на заједничком засједању донијела одлуку о закључењу Споразума о уједињењу српских општина Далмације и оснивању Заједницу општина Далмације и Лике. Према мишљењу Јелене Гускове, Срби су били забринути због одбијања хрватских власти да им пруже културну аутономију, као и због учестале антисрпске кампање.

## Мјере хрватских власти и дискриминација Срба у Хрватској
Политика ХДЗ и националистичке изјаве руководства странке, укључујући и Фрање Туђмана, повећале су међунационалне тензије у републици. Након увођења нових државних симбола и промјене назива републике (уклоњена је ријеч „Социјалистичка”), повећале су се тензије између Срба и Хрвата, а затим су Срби тражили културну аутономију, што је одбијено.
Предсједништво Социјалистичке Републике Хрватске је 20. јуна промијенило назив, уклонивши ријеч „социјалистичка”, а усвојени су и нови државни симболи. Симболика у виду црвено-бијеле шаховнице, која је замијенила звијезду петокраку на застави, међу српским становништвом повезивала се са усташком симболиком из Другог свјетског рата.
Сутуација у Хрватској је додатно закомпликована националистичким мјерама републичке владе. Српскохрватски језик је замијењен хрватским језиком, прво је промијењен назив службеног језика, а затим граматичке норме. У службеним препискама и у медијима је забрањено ћириличко писмо. Из школских програма избачени су текстови о српској историји, српски писци и пјесници. Срби у државним институцијама су били присиљени да потпишу „листу лојалности” новој хрватској влади. Они који су то одбили да ураде су одмах отпуштени. То је било посебно уочљиво у МУП-у, а један дио запослених Срба је и ухапшен. Био је присутан притисак на представнике српске интелигенције.
Хрватски политичари су давали изјаве које су Срби болни примали. Посебну оштру реакцију Срба је изазвала Туђманова изјава, да Хрватска током Другог свјетског рата није била само нацистичка творевина, него и хиљадугодишња тежња хрватског народа. Друга његова позната изјава била је: „Сретан сам што нисам ожењен Српкињом или Жидовком”. Стјепан Месић је једном приликом изјавио, да Срби из Хрватске могу однијети онолико земље колико су донијели на опанцима.
Истовремено, почели су бројни напади хрватских екстремиста на Српску православну цркву. Примјећени су случајеви премлаћивања свештеника, провокација у црквама током богослужења, минирања храмова и скрнављења гробова. Према подацима Јелене Гускове, хрватска полиција је 1991. године активно учествовала у тим акцијама — свештеници су хапшени, забрањивана су вјерска окупљања и ометане су прославе празника.

## Српска реакција и грађански протести
За предсједника скупштине општине Книна 23. маја 1990. године изабран је Милан Бабић, по професији зубар, члан главног одбора СДС, бивши комуниста и делегат на Конгресу Савеза комуниста Хрватске. Око њега је формиран круг национално оријентисаних Срба, који је почео радити на уједињењу српских заједница у Хрватској. Штавише, они су то радили на основу устава Хрватске, који је то формално дозвољавао.
Скупштина Книна је 27. јуна изгласала стварање Заједнице општина Сјеверне Далмације и Лике. Жељу за приступањем заједници изразило је шест општина, и то Книн, Бенковац, Обровац, Доњи Лапац, Грачац и Титова Кореница. Циљ заједнице био је стварање јединственог привредног простора, координација регионалних политика и промовисање привредног раста мање развијених општина. Нешто касније, још једанаест општина је изразило жељу за приступањем заједници — Војнић, Двор на Уни, Костајница, Глина, Петриња, Пакрац, Окучани, Госпић, Врховине и Плашки. У општинама је спровођена пропагандна дјелатност усмјерена ка Србима, а ради уједињења у политичким, културним и другим сферама. Представници СДС у мјесним скупштинама на своју страну су привукли посланике из коалиције Савез комуниста Хрватске — Странка демократских промјена. То је посебно било примјетно у Обровцу, Титовој Кореници, Вргинмосту и Војнићу.
Упоредо, спровођено је уједињење српских општина западне и источне Славоније, Барање и западног Срема. Тема митинга била је стабилизација и демократизације Хрватске и опасност од оживљавања фашизма. Међу вођама српског покрета у Хрватској постепено су се појавиле двије линије: тврђа, која се ослањала на Србију и Слободана Милошевића, коју је предводио Милан Бабић и умјеренија, која је предлагала компромис са хрватским властима, коју је заступао Јован Рашковић. У овом периоду Срби за циљ нису одредили сецесију од Хрватске. Према ријечима Елене Гускове, Рашковић је тврдио да је српски народ равноправан са Хрватима и да жели да живи у демократској Хрватској, али по услову добијања аутономије.
Из Секретаријата МУП-а у Книну је 3. јула 1990. године упућено писмо министарству унутрашњих послова у Загребу. У њему је наведено да су кнински милиционери одбили да прихвате нову форму и ознаке припадности, као и планирано преименовање органа унутрашњих послова. Истакли су да су да нова форма и симболи слични онима које су користиле хрватске усташе и да су забринути због екстремизма нових хрватских власти и масовног отпуштања Срба из милиције. Милиционери су предложили да се направи нови компромисни пројекат о имену и форми министарства унутрашњих послова. У Книн је 5. јула стигао министар унутрашњих послова Јосип Бољковац, који се састао са милиционерима и представницима СДС. Након преговора, Бољковац је прихватио услове книнских милиционера, али је предложио да се објави ново писмо с одређенијом формулацијом њихових ставова.
У Србу је 25. јула 1990. године одржан сабор СДС. Број присталица странке које се окупио на сабору процјењује се на 120.000—200.000 људи. На сабору је формирана законодавна власт — Српски сабор — и извршни орган — Српско народно вијеће. Усвојена је Декларација о суверености и аутономији српског народа. Српски захтјеви су били употреба ћириличког писма, очување српских школа и релативних школских програма, културних и политичких институција, предузећа, штампе и српске радио-телевизије. За предсједника СНВ изабран је Милан Бабић, што је у великој мјери одредило радикализацију српског покрета за аутономију.

## Српски референдум
Српско народно вијеће је 16. августа одлучила да одржи референдум о аутономији Срба у Хрватској. Хрватске власти су референдум прогласиле илегалним и обећале да ће спријечити његово спровођење свим могућим средствима. Дана 17. августа су у српске крајеве сјеверне Далмације послали специјалне јединице МУП-а, како би резервном саставу мјесне милиције одузеле оружје и спријечиле спровођење референдума. Хрватски специјални су током ноћи напали станицу милиције у Бенковцу. Одговор српског становништва био је постављање бројних барикада на путевима, као и постављање контролних пунктова у насељима. Мјесни секретаријати милиције под руководством Милана Мартића почели су да дијеле оружје из складишта како милицајцима, тако и цивилима, који су жељели да бране Книн, а Милан Бабић је Книну и његовој околини прогласио ванредно стање.
Загреб је према Книну послао хеликоптере и специјалне полицијске снаге, како би „угушили побуну у Книну”. Међутим, према хрватским изворима, авиони Југословенске народне армије присилили су хеликоптере да промијене путању и они су се вратили на своје аеродроме. Југословенске власти су касније негирале своје учешће у инциденту.
Референдум је одржан 19. августа у 28 општина у потпуности у 23 општине дјелимично. Чак у 10 општина хрватске власти су успјеле спријечити одржавање референдума. За српску аутономију је гласало 756.549 људи, против 172, док је неважећих гласова било 60.
Ситуација у Хрватској је дошла до усијања након што је 18. августа београдски лист Вечерње новости објавио публикацију, у којој се говори о два милиона српских добровољаца, који су спремну да крену у Хрватску како би заштитили српско становништво. Истовремено, у Србији су забрањени митинзи подршке хрватским Србима и запријећено је хапшењем учесницима.
Током книнских догађаја дошло је до истицања различитих ставова Рашковића и Бабића. Рашковић је позивао само на мирне протесте, док се Бабић залагао за оружани отпор. Према мишљењу многих посматрача, Рашковићев утицај је од тада значајно опао.

## Даљи догађаји
У Книну је 21. децембра 1990. године проглашена САО Крајина, чија је територија обухватала тринаест општина — Бенковац, Доњи Лапац, Двор, Глина, Грачац, Книн, Костајница, Обровац, Пакрац, Петриња, Кореница, Војнић и Вргинмост. Над тврђавом изнад града подигнута је српска застава. Према усвојеном Статуту, „Српска Аутономна Област Крајина облик је територијалне аутономије у саставу Републике Хрватске…  у оквиру Федеративне Југославије”.
Хрватски сабор 22. децембра 1990. усваја нови устав, према коме су Срби у Хрватској постали национална мањина. Већина српских политичара видјело је то као кршење права српског народа, који је раније, заједно с Хрватима, био државотворни народ. У новом хрватским уставу писало је да су први демократски избори потврдили хиљадугодишњи државни идентитет Хрватске и жељу за стицањем суверенитета. Хрватска је проглашена националном државом хрватског народа. Није било ријечи о било каквом облику аутономије за Србе.
Долазак на власт националиста у Хрватској и усвајање новог устава одиграли су пресудну улогу у будућим активностима српских аутономиста. За Србе у Хрватској, значајна мотивација је био слоган Слободана Милошевића — „Сви Срби ће живјети у једној држави”. Када је српском републичком руководству постало јасно да Југославија не може опстати, постали су склони идеји одржавања референдума на којем ће народи који живе у Југославији дати одговор о својој будућој судбини. По овој схеми планирано је да се сви Срби нађу у саставу нове Југославије. Милошевић је нагласио да је разједињење српског народа у случају распада земље неприхватљиво за Србију. Касније, промјеном стања у међународној заједници, српско руководство је промијенило одос према Крајини, а затим је потпуно напустило.

## Мишљења

### Српско мишљење
Један од вођа српског покрета у Крајини Милан Бабић касније се присјетио догађаја из љета 1990. године. Према Бабићу, српски покрет у Хрватској је ишао у два правца: кроз консолидацију око Српске демократске странке и кроз уједињење заједница са већинским српским становништвом. Хрватска је брзо усвојила амандмане на устав којим се забрањује удруживање заједница. Срби су своја права бранили пред врховним судом СФРЈ, који је још увијек постојао. Затим су Хрвати усвојили шаховницу. Народна скупштина је расписала референдум који је одржан 19. августа и спровођен је у мјесним заједницама. Према резултатима референдума, већина је била за независност. Хрватске власти су одлучиле да одузму сво оружје у српским срединама. СДС је заузврат основао сеоске патроле. Хрватска полиција је 17. августа 1990. кренула ка Книну, али су их српске патроле зауставиле у Кореници. Прва барикада је подигнута 17. августа.

### Хрватско мишљење
У Хрватској се Балван револуција назива „српска побуна”. И саме хрватске власти су страх хрватских Срба од оживљавања фашизма у Хрватској сматрале, с једно стране, неоснованим, а с друге стране, у њему су видјеле манифестацију „великосрпског империјализма”. Територије под контролом крајишких Срба сматране су „окупираним” и проглашена је жеља да се над њима поврати „уставни поредак”.
Хрватски војни историчар Давор Марјан, иако је потврдио тезу да је долазак ХДЗ-а на власт изазвао страх међу значајним дијелом Срба од оживљавања усташких идеја, ипак сматра да упркос оштрој политичкој реторици ХДЗ-а, крајишки Срби нису имали разлог за подизање оружја. Према Марјану, дио Срба у Хрватској се супротставио хрватској држави као таквој. Политику српског руководства је оцијенио као покушај дестабилизације Хрватске и Босне и Херцеговине. По њему, хрватско руководство није могло да заустави Балван револуцију, јер је то спријечила Југословенска народна армија.

### Остали
По мишљењу руске историчарке Елене Гускове, српски покрет у Хрватској био је резултат националистичке пропаганде која се одвијала у републици и широких антисрпских осјећања. Срби су били забринути због одбијања хрватских власти да им дозволе културну аутономију и због заоштравања антисрпске кампање. Покрет за аутономију унутар Хрватске прерастао је у покрет за присаједињење Југославији, с једне стране, због хрватске политике потпуне независности републике, а с друге, због наде подршке Београда у борби за уједињење свих Срба у једну државу.
Амерички истраживач Крег Нејшн у својој монографији „Рат на Балкану 1991—2002.” примјетио је да је национализам хрватских власти испровоцирао Србе на одговор и они су почели да уједињују општине. У томе су их подржале српске републичке власти. Иако су Срби у Крајини говорили истим дијалектом као и Хрвати, и њихов начин живота се није разликовао од хрватског, били су православни хришћани и добро су се сјећали масакара које су хрватски фашисти проводили над њима током Другог свјетског рата.